# Helmut Degner
Helmut Degner (* 24. März 1929 in Wien; † 2. Dezember 1996 in München; Pseudonym: Helmut Anders) war ein österreichischer Schriftsteller und Übersetzer.

## Leben
Helmut Degner war bis Anfang der 1960er Jahre Lokalreporter einer  österreichischen Zeitung. Ab 1961 wirkte er als Lektor im Hamburger Verlag Rütten & Loening, ab 1963 als Cheflektor in München. 1979 nahm er am Ingeborg-Bachmann-Wettbewerb in Klagenfurt teil. Degner lebte zuletzt als freier Schriftsteller in München.
Helmut Degner war Verfasser von erzählerischen Werken und übersetzte daneben aus dem Englischen.
Er war Mitglied der Grazer Autorenversammlung und erhielt unter anderem 1954 den Förderpreis des Kulturrings der Wirtschaft Oberösterreich, 1980 den Förderpreis des Münchner Literaturjahres sowie ein Österreichisches Staatsstipendium für Literatur.

## Werke
- Graugrün und kastanienbraun. Frankfurt am Main 1979.

## Übersetzungen
- John F. Adams: Komm, mein Herz, und laß uns morden, Bern [u. a.] 1972 (unter dem Namen Helmut Anders)
- Joan Aiken: Die Kristallkrähe, Zürich 1974
- Margery Allingham: Mord in Black Dudley, München 1990
- Bill S. Ballinger: Die Totenshow, Bern [u. a.] 1972 (unter dem Namen Helmut Anders)
- Albert Barker: Berliner Orgien, Bern [u. a.] 1971 (unter dem Namen Helmut Anders)
- Herbert E. Bates: Dulcima, Gütersloh 1957
- Stephen Becker: Mit dem Tod einen Bund, München [u. a.] 1965
- Dorothy Bennett: Die Folter, Bern [u. a.] 1971
- Robert Bloch: Die Saat des Bösen, München 1966
- Max Born: Mein Leben, München 1975
- Dee Brown: Begrabt mein Herz an der Biegung des Flusses, Hamburg 1972
- Art Buchwald: Ich tanzte nie im Weißen Haus, München 1974
- Robert Chartham: Wie man Frauen glücklich macht, Bern [u. a.] 1967
- Michael Crichton: Die Intrige, Bern [u. a.] 1970
- Guy Cullingford: Post mortem, Zürich 1977 (zusammen mit Peter Naujack)
- Roy E. Davis: Bhagavad-Gita, Friedrichsdorf 1981
- Babs Hodges Deal: Eine Mauer des Schweigens, Bern [u. a.] 1969 (unter dem Namen Helmut Anders)
- Walt Disney: Davy Crockett, Hamburg 1957
- Douglas Enefer: Auch reiche Witwen müssen sterben, Bern [u. a.] 1970 (unter dem Namen Helmut Anders)
- Douglas Enefer: Die Firma Mord en gros, Bern [u. a.] 1972 (unter dem Namen Helmut Anders)
- Martin Fallon: Die Aasgeier, Bern [u. a.] 1969 (unter dem Namen Helmut Anders)
- Martin Fallon: Schlüssel zur Hölle, Bern [u. a.] 1968 (unter dem Namen Helmut Anders)
- Howard Fast: Die 27. Etage, München [u. a.] 1965
- George MacDonald Fraser: Flashman, Prinz von Dänemark, Hamburg 1972
- George MacDonald Fraser: Flashman, Held der Freiheit, München 1977
- Winston Graham: Der weite Weg nach Arwenack, München 1971 (zusammen mit Herbert Schlüter)
- Henry Rider Haggard: Sie, Zürich 1970
- Donald Hamilton: Die Verräter, Bern [u. a.] 1969 (unter dem Namen Helmut Anders)
- Welles Hangen: DDR – der unbequeme Nachbar, München 1967
- Jack Higgins: Baron in der Unterwelt, Bern [u. a.] 1982 (unter dem Namen Helmut Anders)
- Julius Horwitz: Kerzen im Sturm, München [u. a.] 1965
- Fred Hoyle: Die schwarze Wolke, Köln [u. a.] 1958
- Richard A. Isay: Schwul sein, München [u. a.] 1990
- Stuart Kaminsky: Ausgezählt, München 1989 (unter dem Namen Helmut Anders)
- Ferenc Körmendi: Die Verschwörung von Sebes, Hamburg 1972
- Eberhard Kronhausen: Bücher aus dem Giftschrank, Bern [u. a.] 1969
- Robert Kyle: Skandal ist keine Mangelware, Bern [u. a.] 1970 (unter dem Namen Helmut Anders)
- Joseph Sheridan Le Fanu: Carmilla und vier andere unheimliche Geschichten, Zürich 1968 (zusammen mit Elisabeth Schnack)[1]
- Joseph Sheridan Le Fanu: Der ehrenwerte Herr Richter Harbottle, Zürich 1982 (zusammen mit Elisabeth Schnack)
- Lawrence Lipton: Die heiligen Barbaren, Düsseldorf 1960
- Walter Lord: Schickt sie auf den Grund des Meeres, Bern [u. a.] 1968
- Doris Herold Lund: Eric, München 1976
- John Dann MacDonald: Hochspannung, München 1990 (unter dem Namen Helmut Anders, zusammen mit Lutz Bormann)
- Ross MacDonald: Durchgebrannt, Zürich 1970
- William Peter MacGivern: Der goldene Coup, München 1968
- Donald MacKenzie: Der verlorene Verlierer, Bern [u. a.] 1969 (unter dem Namen Helmut Anders)
- Donald MacKenzie: Wer einmal stirbt, dem glaubt man nicht, Bern [u. a.] 1971 (unter dem Namen Helmut Anders)
- Bruce Marshall: Silvester in Edinburgh, Hamburg 1973
- Ralph Guy Martin: Lady Randolph Churchill, Konstanz
  - 1. Biographie 1854–1896, 1970
  - 2. Die dramatischen Jahre, 1895–1921, 1972
- J. T. McIntosh: Die Leiche war ein Bumerang, Bern [u. a.] 1971 (unter dem Namen Helmut Anders)
- Golda Meir: Mein Leben, Hamburg 1975 (zusammen mit Hans-Joachim Maass)
- Nicholas Monsarrat: Kostbare Stunden, Hamburg [u. a.] 1956
- James L. Nusser: Skorpionenfeld, Düsseldorf 1959
- Marc Olden: Oni, München 1996
- Wayne D. Overholser: Kampf um Swift River, München 1967 (unter dem Namen Helmut Anders)
- Frank Parrish: Auf den Leim gegangen, München 1991
- Richard North Patterson: Das Maß der Schuld, München 1993 (zusammen mit Gabriele Burkhardt)
- Hugh Pentecost: Gelegenheit macht Mörder, Bern [u. a.] 1969 (unter dem Namen Helmut Anders)
- Sidney Petrie: Selbsthilfe durch Autogenic, Berg am Starnberger See 1984
- Patrick Quentin: Familienschande, Zürich 1969
- Simon Raven: Chriseis. in Vampire. Anthologie. Übers. Helmut Degner; Eva Luther (aus dem Russ.)  Fackel, Olten 1969, S. 208–223[2]
- Conrad Richter: Doña Ellen, Düsseldorf 1959
- Cornelius Ryan: Der letzte Kampf, München [u. a.] 1966
- Howard Shaw: Das Verbrechen des Giovanni Venturi, Hamburg 1961
- George Sims: Rache in Raten, Bern [u. a.] 1968 (unter dem Namen Helmut Anders)
- Henry Slesar: Ruby Martinson, Zürich 1976
- Betty Smith: Verwehte Träume, Gütersloh 1959
- Aaron Marc Stein: Und immer so hilfsbereit …, Bern [u. a.] 1970 (unter dem Namen Helmut Anders)
- Glendon Swarthout: Denkt bloß nicht, daß wir heulen Bern [u. a.] 1971
- Vincent Teresa: Mein Leben in der Mafia, Hamburg 1973
- Shabtai Teveth: Moshe Dayan, Hamburg 1973 (zusammen mit F. W. Fleck)
- Charles Wheeler Thayer: Guerillas und Partisanen, München 1964
- John Toland: Ardennen-Schlacht 1944, Bern [u. a.] 1960
- Vampire. Anthologie, Fackel, Olten 1969 (Aus dem Englischen & Italienischen)[3]
- Richard Unekis: Auf Risiko ist kein Rabatt, Bern [u. a.] 1969 (unter dem Namen Helmut Anders)
- Peter Viertel: Fiesta brava, München 1965
- Salka Viertel: Das unbelehrbare Herz, Hamburg [u. a.] 1970
- Robert Penn Warren: Alle Wünsche dieser Welt, Gütersloh 1959
- Robert Penn Warren: Amantha, Gütersloh 1957
- Robert Penn Warren: Die Höhle von Johntown, Gütersloh 1961
- Lionel White: Die Nacht der Gewalt, Bern [u. a.] 1972 (unter dem Namen Helmut Anders)
- Charles Williams: Der Dollarbaum, München 1968
- Charles Williams: Der große Dreh, München 1967
- Charles Williams: 100 Meilen Angst, München 1967
- Sloan Wilson: Wie ein wilder Traum, Bern [u. a.] 1971
- Stanley Winchester: In jenen Kreisen, Bern [u. a.] 1970
- Jade Snow Wong: Ein Chinesenmädchen in Frisco, Salzburg 1954 (zusammen mit Doris Mühringer)
- Wade Wright: Den Bestseller schrieb der Tod, Bern [u. a.] 1969 (unter dem Namen Helmut Anders)
- Wade Wright: Keine Karriere über Leichen, Bern [u. a.] 1970 (unter dem Namen Helmut Anders)
- Wade Wright: Mord einmal täglich, Bern [u. a.] 1971 (unter dem Namen Helmut Anders)
- Wade Wright: Wenn Mord Mode macht, Bern [u. a.] 1970 (unter dem Namen Helmut Anders)
- Wade Wright: Wer angibt, hat mehr vom Sterben, Bern [u. a.] 1969 (unter dem Namen Helmut Anders)
- Collier Young: Die Akte Todd, Bern [u. a.] 1971 (unter dem Namen Helmut Anders)

## Belege
1. ↑  wieder in der Vampir-Anthologie, siehe unten Simon Raven
2. ↑  10 Vampirgeschichten, davon diese von Raven in der einzigen publ. deutschen Fassung. Der Text ist das 9. Kapitel des ganzen Romans Doctors wear scarlet., zuerst Anthony Blond, London 1960 und Simon & Schuster NY 1961
3. ↑  10 Erzählungen, siehe auch oben Le Fanu, Carmilla, und Raven; weitere Übersetzerin, nämlich aus dem Russ., Eva Luther

| Personendaten    | Personendaten                                  |
| ---------------- | ---------------------------------------------- |
| NAME             | Degner, Helmut                                 |
| ALTERNATIVNAMEN  | Anders, Helmut (Pseudonym)                     |
| KURZBESCHREIBUNG | österreichischer Schriftsteller und Übersetzer |
| GEBURTSDATUM     | 24. März 1929                                  |
| GEBURTSORT       | Wien                                           |
| STERBEDATUM      | 2. Dezember 1996                               |
| STERBEORT        | München                                        |